# Knipowitschia ephesi
Knipowitschia ephesi és una espècie de peix de la família dels gòbids i de l'ordre dels cipriniformes que es troba a Turquia.